# 小倉舞子
小倉舞子（日语：／ Ogura Maiko，1998年6月3日—），日本女性配音員、偶像藝人。出身於東京都。Oscar Promotion、青二Production同時所屬。elfin'成員。身高164.8cm。

## 簡歷、人物
興趣：屋頂巡禮、化妝和變化髮型。
2018年2月，她與厚地彩花一起作為新成員候選人加入美聲女團「elfin'」。自2018年8月29日起正式活躍。

## 作品
關於偶像的活動，請參閱「elfin'」。

## 演出
粗體字表示主要角色。
關於偶像的活動，請參閱「elfin'」。

### 電視動畫
- 喵的咧～貓咪戲說日本史！（日语：ねこねこ日本史）（2018年—2019年，官員B、清水義高）2系列

### 再現VTR
- 進研研討會（日语：進研ゼミ）高校講座「高一My Vision」進路特集」
- 秋刀魚的東大方程式（日语：さんまの東大方程式）研究方法Block再現VTR

### 網路節目
- 美聲女子HOME ROOM♪
- All Night-NIPPONi ～elfin'的美聲放送局～（準常駐）[2]

### 舞台
- Connect Life（2024年）[3]

## 外部連結
- 小倉舞子｜Oscar Promotion （日語）
- 小倉舞子｜青二Production （日語）
- 小倉舞子的X（前Twitter） （日語）